# Sieradz
Sieradz este un oraș în Polonia.